# Yabisi guaba
Espèce
Yabisi guaba est une espèce d'araignées aranéomorphes de la famille des Hersiliidae.

## Distribution
Cette espèce est endémique de République dominicaine. Elle se rencontre dans les provinces de Pedernales et de Monte Cristi.

## Description
La femelle holotype mesure 4,00 mm et le mâle décrit par Rheims, Agnarsson et Alayón en 2014 mesure 2,7 mm.

## Étymologie
Son nom d'espèce guaba signifie araignée en langue taïno.

## Publication originale
- Rheims & Brescovit, 2004 : Revision and cladistic analysis of the spider family Hersiliidae (Arachnida, Araneae) with emphasis on Neotropical and Nearctic species. Insect Systematics & Evolution, vol. 35, no 2, p. 189-239.